# شوكت حجة
شوكت رمضان حجة (24 نيسان 1967-) هو مؤرخ فلسطيني ولد في مدينة دورا الخليل، حصل على شهادة الثانوية العامة عام 1985 من مدارس دورا، حصل على درجة البكالوريوس في التاريخ من جامعة الخليل عام 1992، ثم انتقل إلى المملكة الأردنية الهاشمية ليكمل دراسته للحصول على درجة الماجستير في موضوع " التاريخ السياسي لمنطقة شرقي الأردن في عصر دولة المماليك الثانية "عام 1996 ونشرت رسالته في كتاب عن دار حمادة للنشر بمدينة إربد 2002. وحصل على الدكتوراه ضمن البرنامج المشترك بين جامعتي الأقصى وجامعة عين شمس في موضوع العلاقات بين دولة المماليك الأولى ودولة ايليخانية فارس (6480-1336) في ديسمبر 2002 بمرتبة الشرف الأولى. وكانت رسالته تحت إشراف الدكتور سعيد البيشاوي والدكتوره عليا الجنزوري.
ويعمل حالياً محاضراً في جامعة الخليل.

## أبحاثة ومقالاته
كتب العديد من المقالات والأبحاث منها:
1. مواقف أئمة المسلمين من الغزو الايلخاني(مغول فارس) لبلاد الشام ومصر، مجلة الجامعة الاسلامية، غزة.
2. موقف الناصر يوسف الثاني من الغزو المغولي لبلاد الشام ،مجلة جامعة الخليل للبحوث عام 2005.
3. روايات المؤرخين المعاصرين للغزو المغولي بين عامي(1259-1299) دراسة وتحليل "كتاب أبحاث المؤتمر العلمي للتاريخ الشفوي ،الجامعة الإسلامية، غزة 2006.
4. تحقيق مخطوط ( الروضة النعمانية في سياحة فلسطين وبعض البلدان الشامية) للقساطلي بالإشتراك مع آخرين.
5. حجة و قضية المدرسة التنكزية "دراسة وتحليل" بالإشتراك مع د.عثمان الطل، قيد النشر.
6. دراسة بعنوان أوقاف الحرم الإبراهيمي خلال الفترة المملوكية في سجلات محكمة القدس الشرعية.
7. التاريخ السياسي لمنطقة شرق الأردن (من جنوب الشام) في عصر دولة المماليك الثانية.
8. العلاقة بين دولة المماليك ودولة ايلخانيا.